# バロン・デイビス
バロン・ウォルター・ルイス・デイビス（Baron Walter Louis Davis, 1979年4月13日 - ）はアメリカ合衆国カリフォルニア州ロサンゼルス出身のバスケットボール選手。ポジションはポイントガード。身長191cm、体重98kg。

## 経歴

### 学生時代
高校時代、1年間でデイビスは178cmから191cmへと急激に成長し頭角を現す。高校オールスターであるマクドナルド・オール・アメリカンに選出、ゲータレード選出の年間最優秀選手にも選ばれる。
高校卒業後、複数の大学からオファーを受け、デイビスは地元の名門UCLAへ進学。順調なスタートを切った矢先、1年生時のNCAAトーナメントでダンクに行った際、前十字靭帯断裂の重傷を負った。しかし驚異的な回復力で、翌年には完治し以前のパフォーマンスを取り戻した。パシフィック・テン・カンファレンス(Pac-10)の新人王を受賞。
2年生終了後にNBAドラフトへアーリーエントリーした。

### NBAキャリア

#### ニューオーリンズ・ホーネッツ
1999年のNBAドラフトで1巡目全体3位指名をシャーロット・ホーネッツ（現ニューオーリンズ・ペリカンズ）から受けた。1年目の1999-2000シーズンは、エディー・ジョーンズやデビッド・ウェズリーの控えとして主にベンチからの出場であった。この年チームはフィラデルフィア・76ersにプレーオフ1回戦で敗れた。
2000-01シーズンには、先発ポイントガードに定着し全82試合に先発出場、一躍チームの中心選手の一人になった。この年プレーオフ1回戦でマイアミ・ヒートをスイープ、カンファレンス準決勝でミルウォーキー・バックスに3勝4敗で敗れた。
2001-02シーズンには平均18得点、8.5アシストをあげてチームのエースとなる。この年のNBAオールスターゲームにヴィンス・カーターの代わりに選ばれた。これまではジョーンズやジャマール・マッシュバーンの陰に隠れていたが、3年間で着実な成長を見せたことが実を結んだ。ホーネッツは2年連続でプレーオフに駒を進めて、1回戦でオーランド・マジックを破ったがカンファレンス準決勝でニュージャージー・ネッツに敗退した。2002年バスケットボール世界選手権ではアメリカ代表としてプレーした。
シーズンオフにホーネッツは本拠地を現在のニューオーリンズに移動した。2002-03シーズン、怪我のため50試合の出場に留まったがチームをプレーオフに導いたが1回戦で敗退した。
03-04シーズンもデイビスはチームの柱として奮闘するものの、プレーオフでは1回戦で敗退した。このシーズンは67試合に平均40.1分の出場で22.9得点・4.3リバウンド・7.5アシスト・2.4スティールなどを記録し、自身唯一のオールNBAチーム（3rd）に選出された。
04-05シーズン、チームはプレーオフ争いから早々に脱落。自身も怪我の影響で満足なプレーができず、2005年2月24日、ゴールデンステート・ウォリアーズのデイル・デイビス、スピーディ・クラクストンとの交換トレードで移籍した。

#### ゴールデンステート・ウォリアーズ

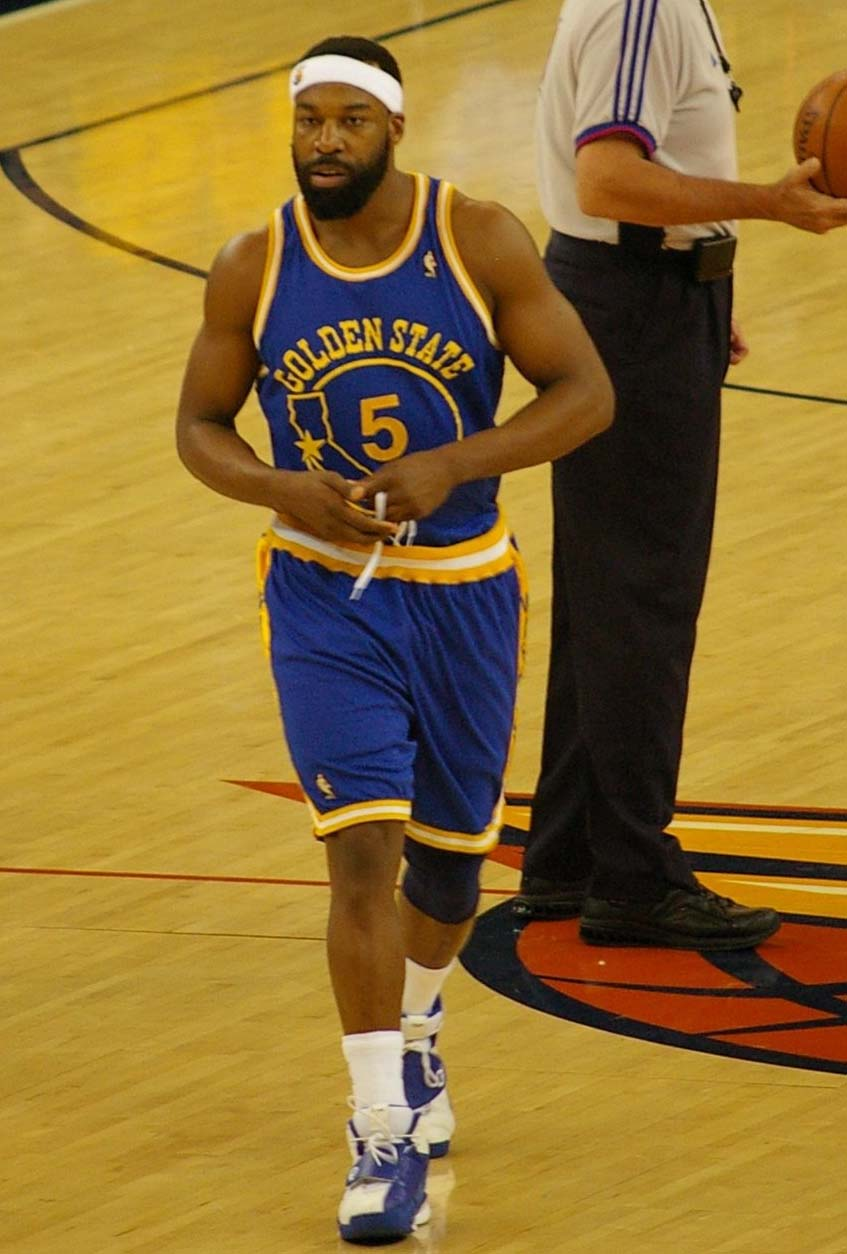
ウォリアーズ時代のバロン・デイビス

デイビス加入時、ゴールデンステート・ウォリアーズもプレーオフ争いからすでに脱落していたが、加入後の残り試合を18勝10敗という成績で大幅に勝ち越し、シーズンを終了した。2005年4月5日のヒューストン・ロケッツ戦で自己最多の40得点を記録した。
05-06シーズンもほぼ同じメンバーでプレイ、高い身体能力を誇るジェイソン・リチャードソンらと共に、11年ぶりのプレーオフ進出を狙ったがデイビスは慢性的な怪我もあり重要な時期に試合に出られず、プレーオフ進出を逃した。
06-07シーズン、ドン・ネルソンがチームのヘッドコーチに就任。ネルソンのアップテンポなチーム作りがデイビスの能力を開花させる。怪我に苦しみながらも、シーズン最後の試合で勝利し、1994年以来のプレーオフ進出を決めた。この試合でデイビスはトリプルダブルを達成した。プレーオフ1回戦は、第1シードで67勝15敗とリーグ勝率1位のダラス・マーベリックスと当たる。しかし、レギュラーシーズンの対戦では3勝0敗とウォリアーズに分があった。デイビスを中心とした勢いのあるバスケットでマーベリックスを4勝2敗で下し、第8シードが第1シードを破るという歴史的なアップセットを起こした。続くユタ・ジャズ戦には1勝4敗で2回戦敗退。しかし、この試合でも206cmのアンドレイ・キリレンコの上から強烈なダンクを叩き込み、大きなインパクトを残した。このプレーオフでデイビスは平均25.3得点、6.5アシスト、2.9スティール、4.5リバウンドと活躍した。2003年と2004年にはNBAオールスターゲームに出場した。2003年オールスターでスキルチャレンジ優勝。

#### ロサンゼルス・クリッパーズ
2008年オフ、なかなか契約延長しないウォリアーズに業を煮やしたデイビスは、地元でもあるロサンゼルス・クリッパーズと5年間6500万ドルで契約した。
クリッパーズに加入して1年目の2008-2009シーズン、怪我のため65試合の出場に留まり、成績は低下、オフにエルトン・ブランドを失ったチームは19勝63敗に終わった。
2009年11月20日のデンバー・ナゲッツ戦で通算5,000アシストを達成した。

#### クリーブランド・キャバリアーズ
2011年2月24日､モーリス・ウィリアムズ､ジャマリオ・ムーンとの交換トレードにより､クリーブランド・キャバリアーズへ移籍。しかし、2011年のNBAドラフト全体1位でカイリー・アービングをキャバリアーズが指名したこともあり、ロックアウトが解除された同年11月24日、キャバリアーズからアムネスティ条項を行使されて解雇された。

#### ニューヨーク・ニックス
2011年12月19日、ニューヨーク・ニックスと1年契約を結んだ。契約を結んだ際、椎間板ヘルニアの故障を抱えていたデイビスは2012年2月20日、ニックスの選手として初出場した。しかし、衰えとコンディション不良やジェレミー・リンの "リンサニティ現象" もあって、往年の活躍が出来ず、更に5月8日のプレーオフ1回戦のマイアミ・ヒート戦での第4戦で、左足膝の前十字靭帯と内側側副靱帯を断裂する重傷を負い、事実上選手生命を断たれてしまった。

#### Dリーグへ
2016年1月、デイビスはNBA復帰を目指すために、Dリーグのチームと接触していることが報じられた。その後、3月2日にフィラデルフィア・76ers傘下のデラウェア・87ersと契約し、30代後半にして現役に復帰した。

## プレースタイル
ポイントガードではナンバー1とも言われる強靭なフィジカルと身体能力を持ち合わせ、自らドライブで切り込んでいくプレーメーカー。チームのムードメーカーであり、彼の調子がチームの勝敗を左右することも少なくない。アメリカンバスケットを象徴する様なスコアラータイプであり、アグレッシブな1on1で魅せる。アシストやリバウンドの能力にも優れているためトリプル・ダブルを幾度も記録している。非常にアップテンポなゲームメークを好み、またディフェンスでは、過去2度のスティール王となった事もあり、積極的なディフェンスから速攻を生み出すのが得意である。一方で、シュートのセレクションの悪さと通算70%ほどのフリースロー成功率が玉に瑕である。

## その他
- 女優のケイト・ハドソンは高校時代のクラスメート[13]。
- バスケットを始めたきっかけは、幼少時代に祖母がバスケット用具をプレゼントしたことから。

## 個人成績

### NBA

#### レギュラーシーズン
| シーズン   | チーム     | GP  | GS  | MPG  | FG%  | 3P%  | FT%  | RPG | APG | SPG  | BPG | PPG  |
| ---------- | ---------- | --- | --- | ---- | ---- | ---- | ---- | --- | --- | ---- | --- | ---- |
| 1999-00    | CHH/ NOH   | 82  | 0   | 18.6 | .420 | .225 | .634 | 2.0 | 3.8 | 1.2  | .2  | 5.9  |
| 2000–01    | CHH/ NOH   | 82  | 82  | 38.9 | .427 | .310 | .677 | 5.0 | 7.3 | 2.1  | .4  | 13.8 |
| 2001–02    | CHH/ NOH   | 82  | 82  | 40.5 | .417 | .356 | .580 | 4.3 | 8.5 | 2.1  | .6  | 18.1 |
| 2002–03    | CHH/ NOH   | 50  | 47  | 37.8 | .416 | .350 | .710 | 3.7 | 6.4 | 1.8  | .4  | 17.1 |
| 2003–04    | CHH/ NOH   | 67  | 66  | 40.1 | .395 | .321 | .673 | 4.3 | 7.5 | 2.4* | .4  | 22.9 |
| 2004–05    | CHH/ NOH   | 18  | 13  | 32.9 | .366 | .321 | .771 | 3.7 | 7.2 | 1.7  | .2  | 18.9 |
| 2004–05    | GSW        | 28  | 19  | 35.3 | .401 | .341 | .755 | 3.9 | 8.3 | 1.8  | .4  | 19.5 |
| 2004-05計  | GSW        | 46  | 32  | 34.4 | .387 | .333 | .761 | 3.8 | 7.9 | 1.8  | .3  | 19.2 |
| 2005–06    | GSW        | 54  | 48  | 36.5 | .389 | .315 | .675 | 4.4 | 8.9 | 1.6  | .3  | 17.9 |
| 2006–07    | GSW        | 63  | 62  | 35.3 | .439 | .304 | .745 | 4.4 | 8.1 | 2.1* | .5  | 20.1 |
| 2007–08    | GSW        | 82* | 82* | 39.0 | .426 | .330 | .750 | 4.7 | 7.6 | 2.3  | .5  | 21.8 |
| 2008–09    | LAC        | 65  | 60  | 34.6 | .370 | .302 | .757 | 3.7 | 7.7 | 1.7  | .5  | 14.9 |
| 2009–10    | LAC        | 75  | 73  | 33.6 | .406 | .277 | .821 | 3.5 | 8.0 | 1.7  | .6  | 15.3 |
| 2010–11    | LAC        | 43  | 35  | 29.5 | .416 | .296 | .760 | 2.8 | 7.0 | 1.4  | .5  | 12.8 |
| 2010–11    | CLE        | 15  | 9   | 25.3 | .421 | .414 | .815 | 2.4 | 6.1 | 1.1  | .4  | 13.9 |
| 2010-11計  | CLE        | 58  | 44  | 28.4 | .417 | .339 | .771 | 2.7 | 6.7 | 1.3  | .5  | 13.1 |
| 2011–12    | NYK        | 29  | 14  | 20.5 | .370 | .306 | .667 | 1.9 | 4.7 | 1.2  | .1  | 6.1  |
| 通算：13年 | 通算：13年 | 835 | 692 | 34.2 | .409 | .320 | .711 | 3.8 | 7.2 | 1.8  | .4  | 16.1 |

#### プレーオフ
| シーズン  | チーム    | GP | GS | MPG  | FG%  | 3P%  | FT%   | RPG | APG | SPG | BPG | PPG  |
| --------- | --------- | -- | -- | ---- | ---- | ---- | ----- | --- | --- | --- | --- | ---- |
| 2000      | CHH/ NOH  | 4  | 0  | 14.3 | .435 | .167 | .500  | 1.5 | 1.5 | 1.0 | .0  | 5.8  |
| 2001      | CHH/ NOH  | 10 | 10 | 39.7 | .480 | .400 | .714  | 4.4 | 5.8 | 2.8 | .5  | 17.8 |
| 2002      | CHH/ NOH  | 9  | 9  | 44.6 | .378 | .339 | .597  | 7.0 | 7.9 | 3.6 | .6  | 22.6 |
| 2003      | CHH/ NOH  | 5  | 5  | 38.8 | .446 | .343 | .727  | 3.6 | 8.4 | 1.4 | .4  | 20.4 |
| 2004      | CHH/ NOH  | 7  | 7  | 37.1 | .377 | .327 | .758  | 4.1 | 7.0 | 1.6 | .7  | 18.1 |
| 2007      | GSW       | 11 | 11 | 40.5 | .513 | .373 | .770  | 4.5 | 6.5 | 2.9 | .6  | 25.3 |
| 2012      | NYK       | 4  | 4  | 24.3 | .478 | .286 | 1.000 | .8  | 3.3 | .0  | .0  | 7.8  |
| 出場：7回 | 出場：7回 | 50 | 46 | 37.0 | .442 | .350 | .709  | 4.3 | 6.2 | 2.3 | .5  | 18.8 |